# Метлица
Метли́ца, или Метла́ (лат. Apéra) — род мелких однолетних сорных трав семейства Злаки, или Мятликовые (Poaceae).
Этот сорный злак растёт по поймам рек, на песчаных участках и в сорных местах, проникает в посевы. После созревания зерновки легко осыпаются, засоряя почву.

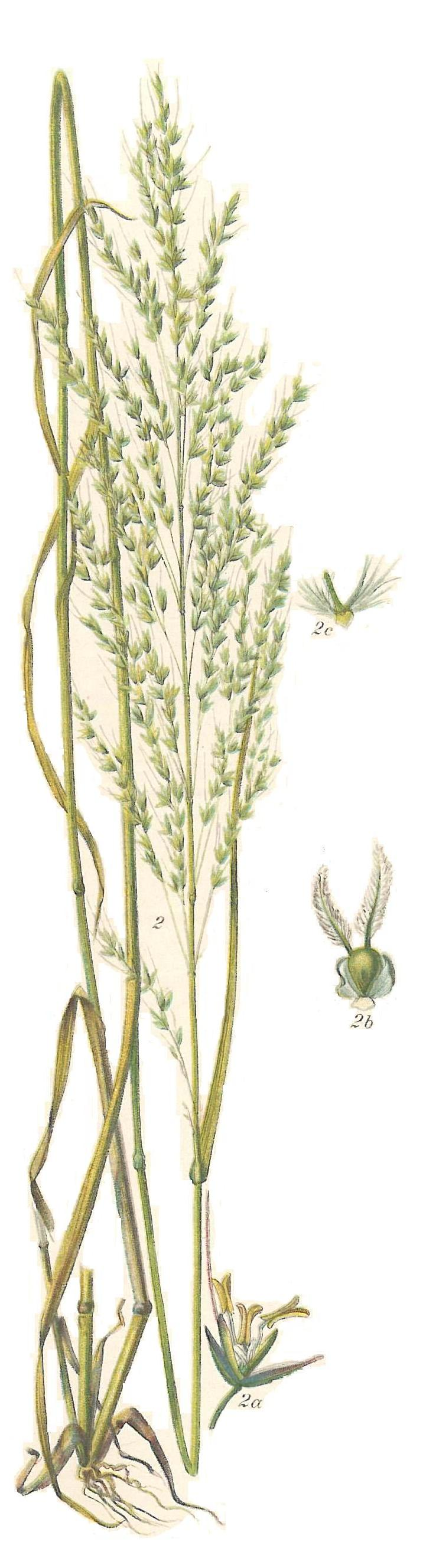
. Рисунок из книги Hegi Gustav «Flora von Mittel-europa»

## Ботаническое описание
Метлицы — однолетние растения.
Многочисленные маленькие одноцветковые колоски образуют раскидистую или сжатую метёлку. Колоски с одним обоеполым и одним тычиночным цветками, длиной 2—3 мм длиной. Нижние цветковые чешуи остистые, короче и уже верхней, с пятью жилками. Ость в два—три раза длиннее чешуи.

## Виды
По информации базы данных The Plant List, род включает 5 видов:
- Apera baytopiana Dogan
- Apera intermedia Hack. — Метлица промежуточная
- Apera interrupta (L.) P.Beauv. — Метлица прерывистая
- Apera spica-venti (L.) P.Beauv. typus[2] — Метлица обыкновенная, или Метлица полевая
- Apera triaristata Dogan

Метлицы прерывистая и обыкновенная растут и в России.